# 1966-os magyar tekebajnokság
Az 1966-os magyar tekebajnokság a huszonnyolcadik magyar bajnokság volt. A bajnokságot június 11. és 12. között rendezték meg Budapesten, a Bp. Előre Sport utcai pályáján.

## Eredmények
| Versenyszám  | Arany                               | Arany | Ezüst                          | Ezüst | Bronz                       | Bronz |
| ------------ | ----------------------------------- | ----- | ------------------------------ | ----- | --------------------------- | ----- |
| Férfi egyéni | Pilka Jenő Pápai Textil             | 919   | Somogyi Béla Vasas Beloiannisz | 917   | Kalics György Szolnoki MÁV  | 895   |
| Női egyéni   | Sashalmi Mária Nagykanizsai Kinizsi | 430   | Vajda Jenőné Győri Richards    | 428   | Tóth Gyuláné Ganz-MÁVAG VSE | 426   |